# Grande spostamento vocalico

Quadro complessivo di ricapitolazione del fenomeno.

Il grande spostamento vocalico (in inglese Great Vowel Shift) è la grande modifica di pronuncia avvenuta nella lingua inglese a partire dal XIV secolo e che ha portato ad avere una netta differenza fra la pronuncia e la scrittura delle parole. Prima di questa modifica, le vocali dell'inglese del tempo venivano pronunciate "come erano scritte", e c'era quindi un notevole parallelismo fra testo scritto e parlato; dal 1300 in poi, è iniziata una variazione di pronuncia che si è poi accentuata nel quindicesimo e sedicesimo secolo. Il cambiamento ha influenzato principalmente la pronuncia delle vocali lunghe.
Il grande spostamento vocalico fu studiato per la prima volta dal linguista danese Otto Jespersen, a cui si deve l'invenzione dell'espressione.
Le vocali brevi e lunghe erano pronunciate rispettivamente in sillabe chiuse ed aperte. Nel momento in cui in alcuni casi, come per quanto riguarda "time" o "house", la /i/ breve e la /u/ lunga erano pronunciate anche in sillaba aperta essendo brevi, nascono una serie di dittonghi per mantenere la differenza di lunghezza. Tutte le altre vocali subiscono un innalzamento di suono.
- quella di massima apertura, la [a:], passò a [æ:] (e poi [ɛ:], [e:]; oggi infine [eɪ]),
- le vocali intermedie [e:] (scritta spesso ee) ed [o:] (scritta spesso oo) passarono rispettivamente a [ɪi] e [ʊu];
- le vocali medioalte [ɛ:] (scritta spesso ea) ed [ɔ:] (scritta spesso oa) passarono rispettivamente a [e:] e [o:], poi a [ɪi] e [oʊ → əʊ]
- mentre le vocali già "alte" (o "chiuse") [i:] e [u:] (scritta spesso ou) divennero rispettivamente [aɪ] e [aʊ].

Per questo, oggi spesso dove si scrive una i (ma solo se è "lunga") la pronuncia è [aɪ], oppure ad oo corrisponde [ʊu], eccetera; l'ortografia rimase stabile e non "seguì" il mutamento della pronuncia.